# Arco normanno (San Giovanni in Fiore)

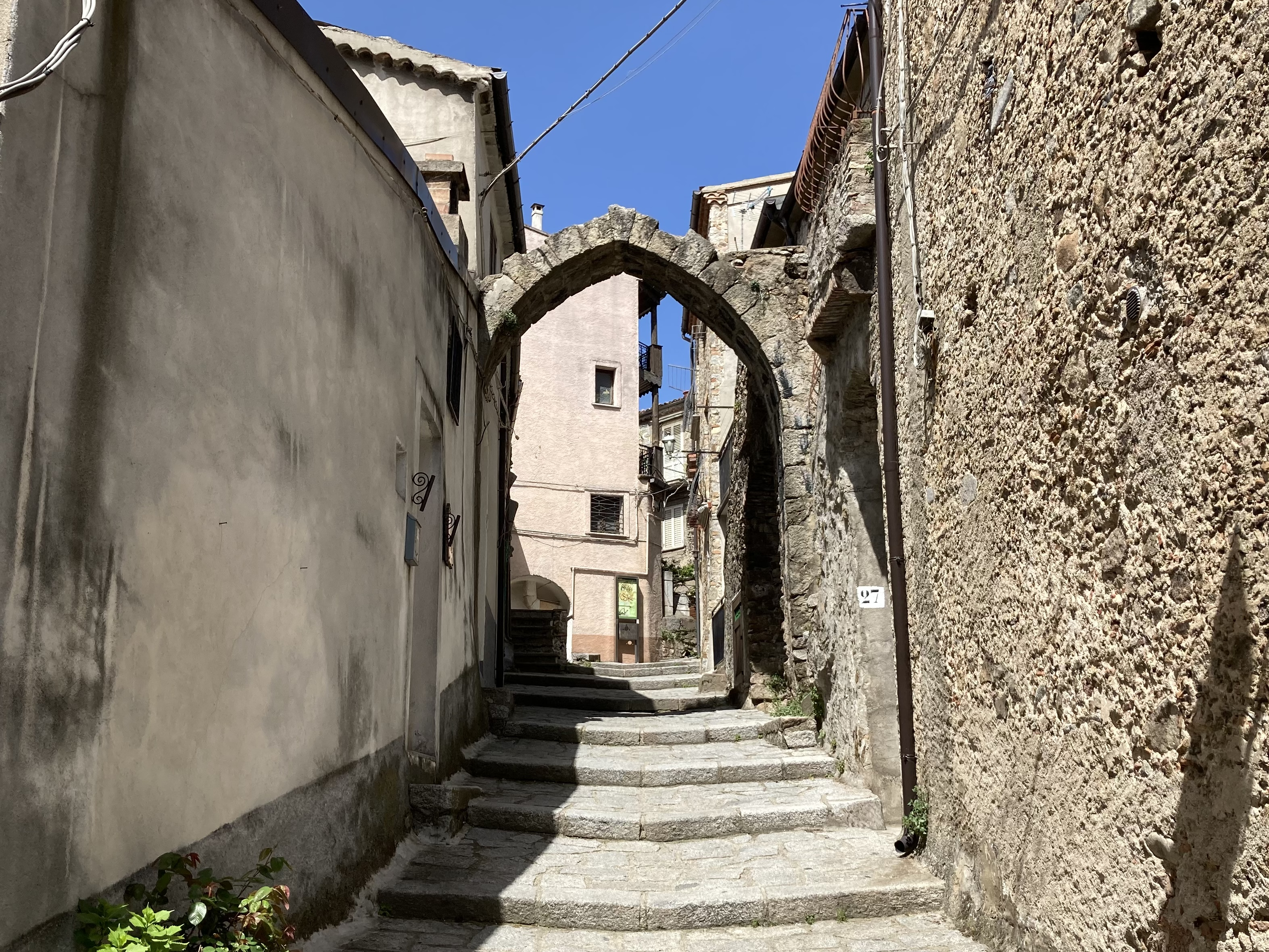
Arco dell'ex porta dell'abbazia

Realizzato nel periodo contemporaneo all'Abbazia Florense, l'Arco florense è oggi, insieme all'abbazia stessa il simbolo della città di San Giovanni in Fiore, nonché uno dei monumenti della cittadina.

## Storia
Venne realizzato agli inizi del XIII secolo, ed era la porta d'accesso dell'originario impianto murario del complesso monastico florense, che oltre all'abbazia era formato da una serie di edifici attigui ad essa, quali le officine, le cucine, la falegnameria e il ricovero degli attrezzi, oltre alcuni edifici utilizzati per il riposo e per il ricovero di chi giungeva al monastero.
Sono visibili resti di un secondo arco posto dietro l'arco normanno, distante dal primo 9 metri circa. Vi sono infatti ammorsamenti della base dell'arco, incamerati nelle mura esterne di un edificio privato. Gli archi fatti erigere intorno al borgo monastico oltre a fungere da porte d'accesso di protezione, marcavano l'intera zona abbadiale del "diritto d'asilo" concesso da Enrico VI prima, e Federico II successivamente, a Gioacchino da Fiore e a tutti i monaci florensi, oltrepassando l'arco infatti, tali diritti, concessioni e privilegi (sia economici che giuridici), venivano a mancare.

## Caratteristiche

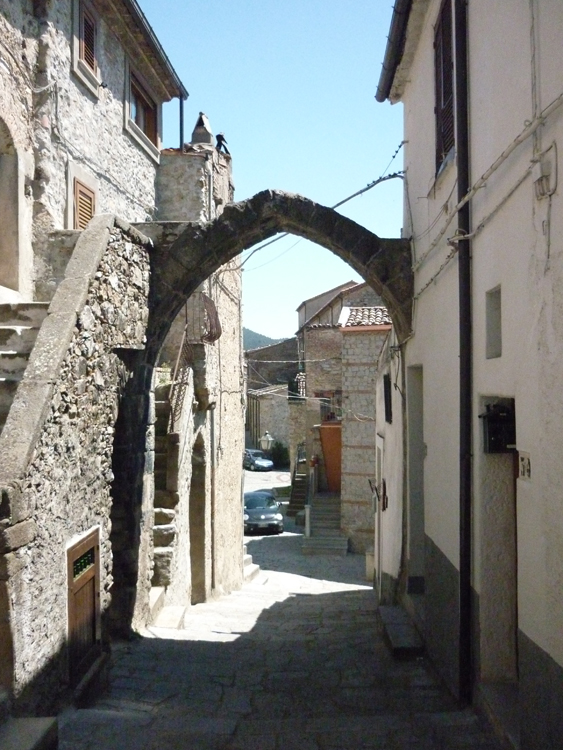
Arco dell'ex porta dell'abbazia sullo sfondo

L'Arco, di forma ogivale, risale agli inizi del XIII secolo e faceva parte delle mura che cingevano il complesso monastico. L'architetto Pasquale Lopetrone, attraverso uno studio di ricostruzione storico/archeologica dell'Abbazia Florense, ha cercato di ricostruire, attraverso l'uso di un georadar, il percorso delle vecchie mura di cinta, in parte ritrovate in piccole frazioni, in parte completamente scomparse, rimosse nel tempo dagli abitanti perché non più necessarie, oppure "inglobate" dalle edificazioni sorte dopo il 1530, quando l'intera area divenne civica. Dallo studio è emerso come l'Arco probabilmente sia stata l'unica porta d'accesso al complesso monastico, anche se altri studi riportono come vi possano essere state altre porte in vari punti della cinta muraria. L'arco si trova a poche decine di metri dall'ingresso dell'Abbazia, lungo la scalinata che da via Archi, sfocia in via Vallone, una delle prime arterie stradali realizzate in paese. Presenta vistosi segni di incendio sulle proprie mura, proprio come il portale dell'Abbazia, segni residuali degli scontri che i Florensi hanno avuto nel tempo con altri ordini religiosi.

## Galleria d'immagini

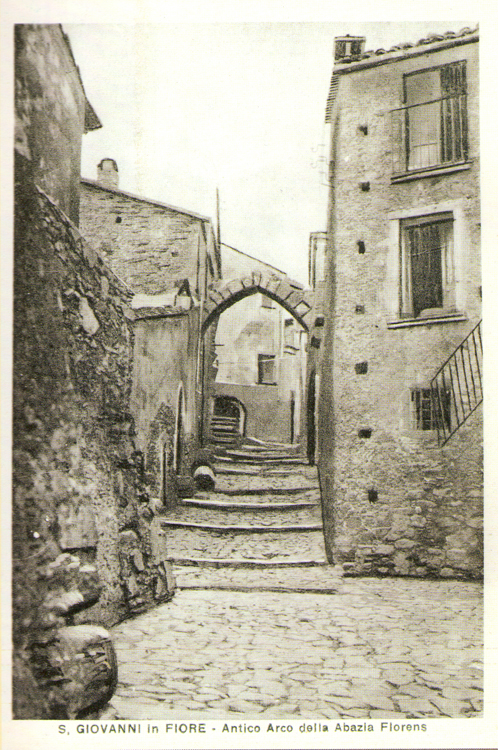
Cartolina anni '40
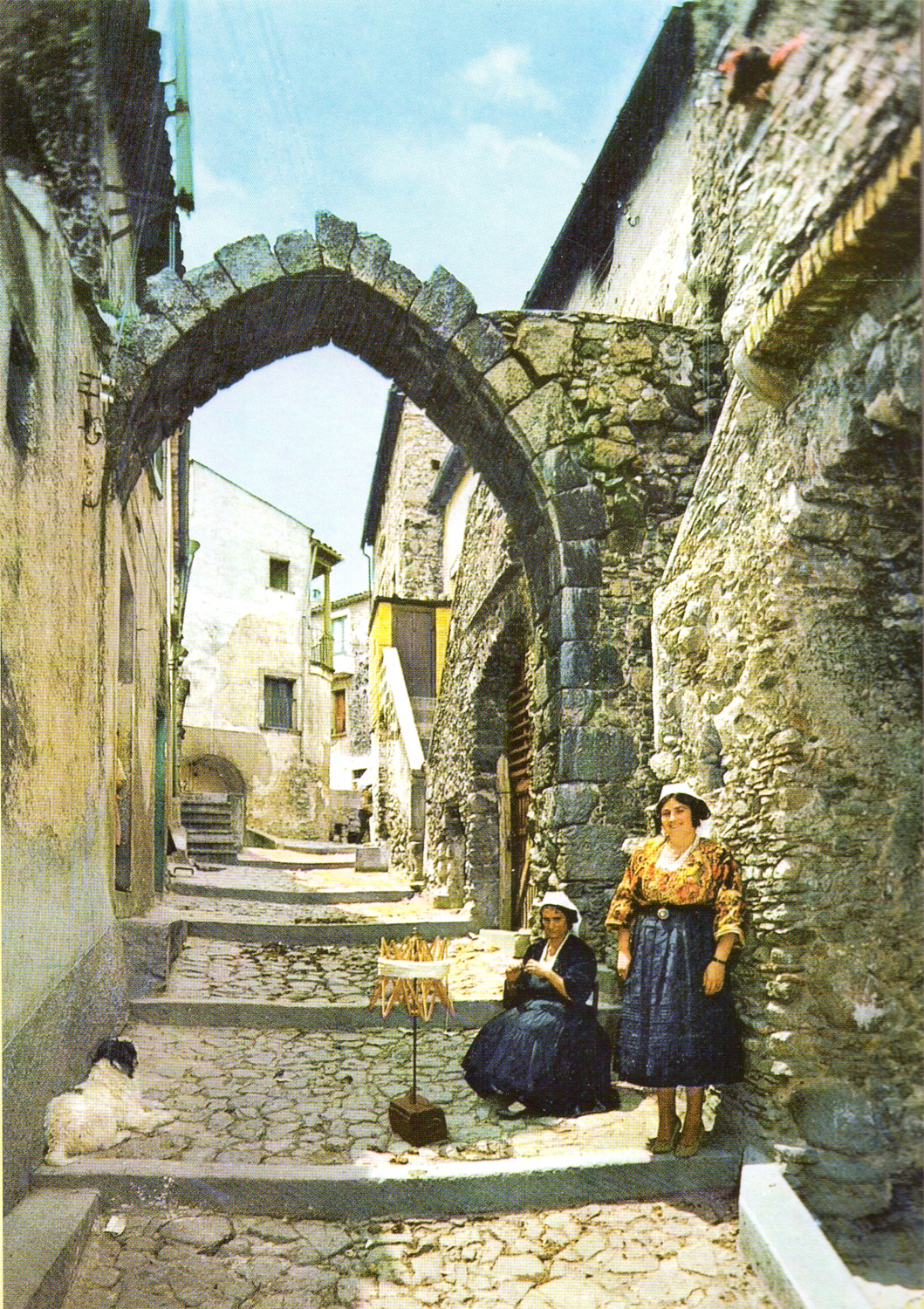
Cartolina anni '70
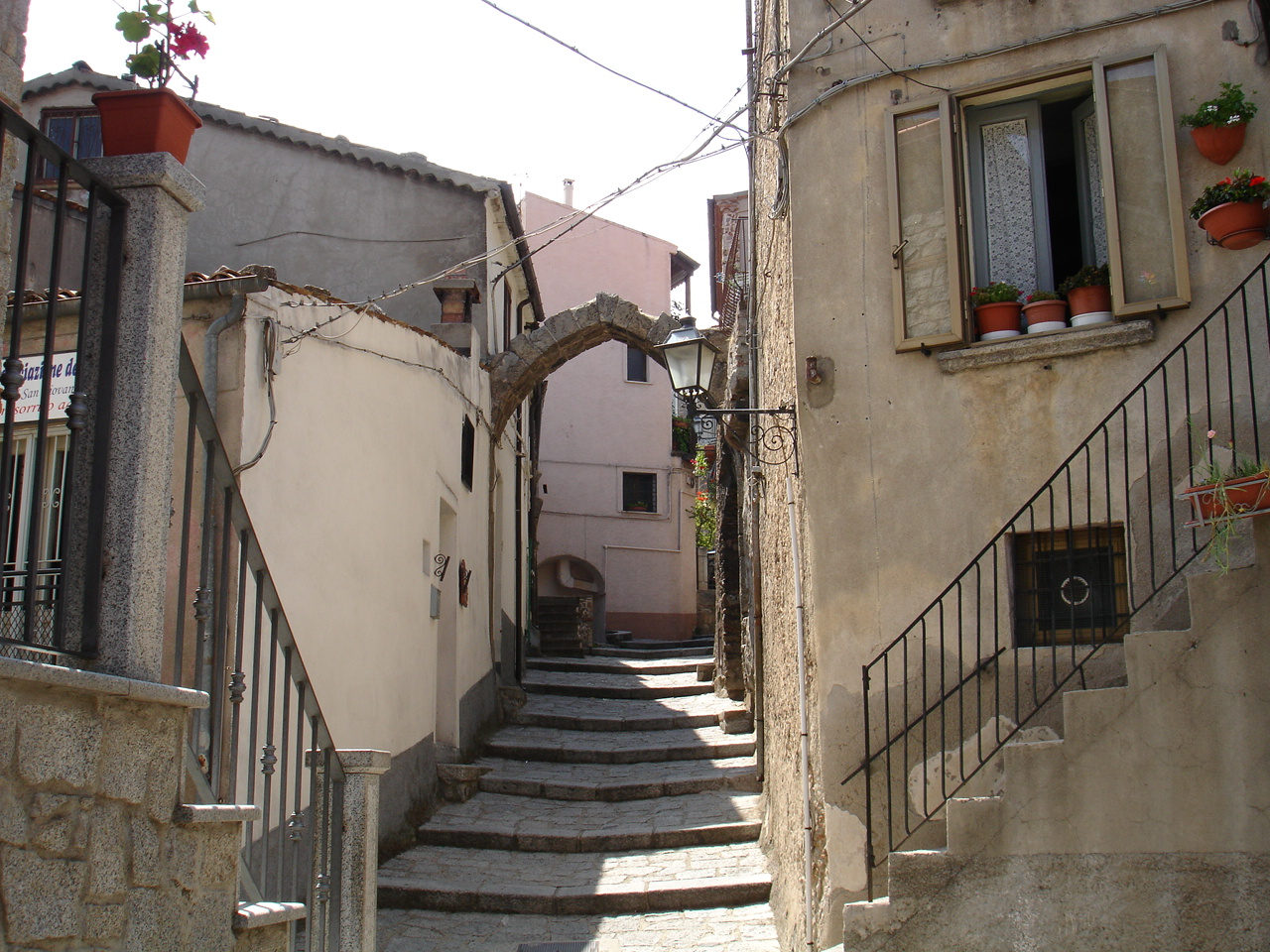
Arco florense nel 2010
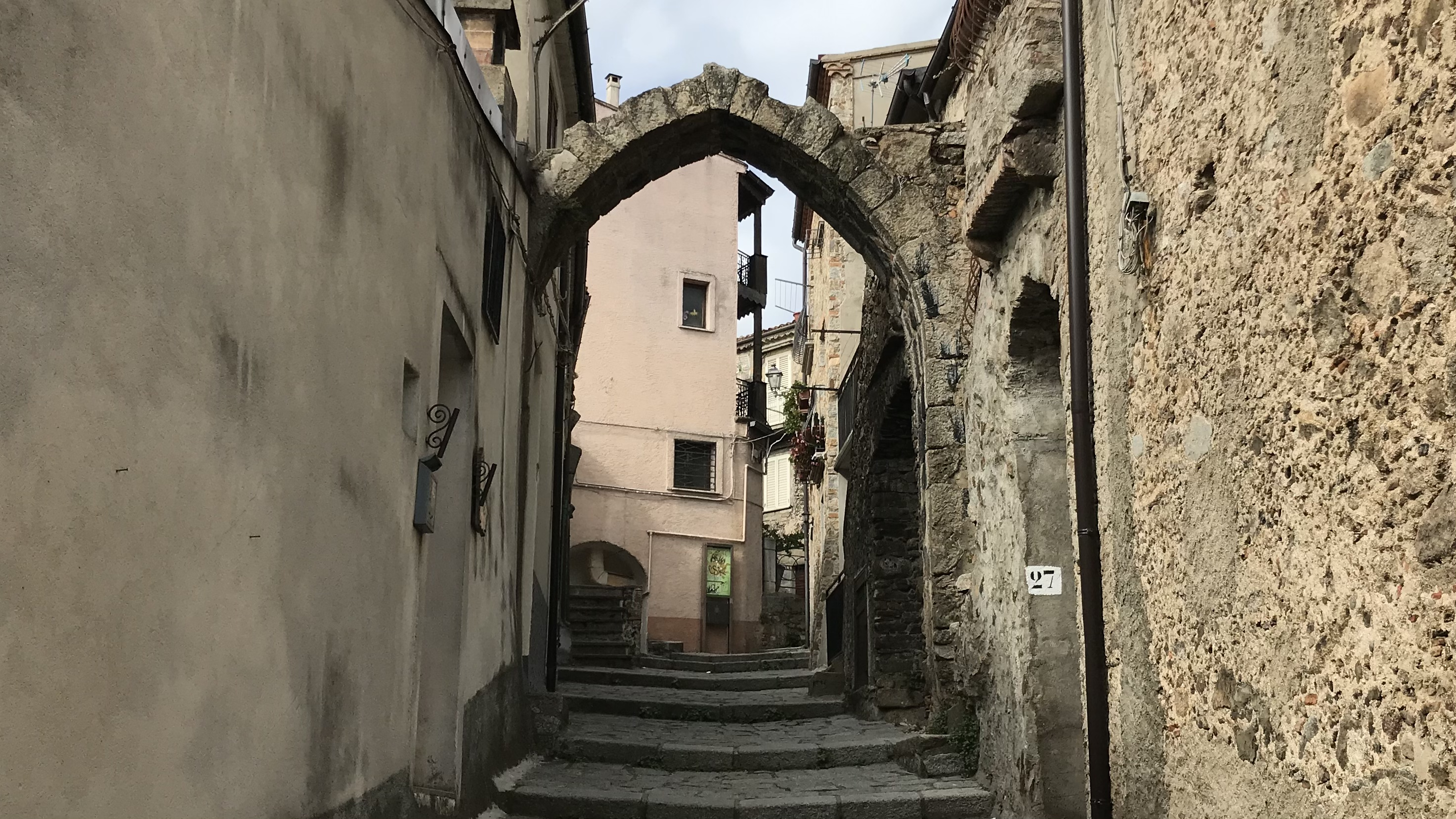
Arco florense nel 2020